# Inventario publicitario
Se llama inventario publicitario o inventario de medios al espacio disponible en los medios de comunicación e industrias de marketing para que los anunciantes inserten su publicidad en diarios, revistas, y plataformas digitales.
El espacio disponible en los medios de comunicación es tradicionalmente desglosado en cuatro categorías, las cuales pueden ser adquiridos a través de una amplia variedad de canales de venta.
- Premium garantizado
- Enfocado a la audiencia
- Resto
- Patrocinios

## Historia
Tradicionalmente, el inventario publicitario se vendía durante los eventos anteriores a la tercera semana de mayo. Sin embargo, el espacio publicitario cada vez más está siendo tramitado de forma algorítmica, como es el caso de las subastas en tiempo real.